# Wahl-Gletscher
Der Wahl-Gletscher ist ein 16 km langer Gletscher in der antarktischen Ross Dependency. In der Königin-Alexandra-Kette des Transantarktischen Gebirges fließt er vom Grindley-Plateau in nordwestlicher Richtung zum oberen Abschnitt des Lennox-King-Gletschers, den er westlich des Mount Mackellar erreicht. Der Wahl-Gletscher befindet sich 5630 km Luftlinie von Sydney, Australien, und 678 km südlich der McMurdo Station.
Das Advisory Committee on Antarctic Names benannte ihn 1966 nach dem deutschen Physiker und Raketenentwickler Bruno Wahl (1928–2000), der im antarktischen Winter des Jahres 1962 zu Studien der Ionosphäre auf der McMurdo-Station tätig war. Felsen in der Nähe des Gletschers sind reich an Fossilien.